# Gora Brokeback
Gora Brokeback (v izvirniku Brokeback Mountain) je film tajvanskega režiserja in dobitnika oskarja Anga Leeja iz leta 2005, ki temelji na istoimenski črtici ameriške pisateljice E. Annie Proulx. Drama o ljubezenskem razmerju med dvema kavbojema je po svetu požela tako neodobravanje kot uspeh in številna priznanja.